# Многолетие
Многолетието е част от православното богослужение и византийския дворцов церемониал, с която се пожелават дълги години живот и благополучие, обикновено под формата на солов речитатив и хоров припев.
Първоначално многолетието е форма на отдаване на почит към византийските императори. Още „Книга за церемониите“ в X век описва химни с аналогично съдържание, изпълнявани при посрещане на владетеля. По-късно многолетието е включено в църковното богослужение.

## Вариант на Бортнянски
Днес в България е най-популярен вариантът на многолетието по музика на руския композитор Дмитрий Бортнянски. То е известно в изпълнението на оперния певец Борис Христов, записано в храм-паметник „Александър Невски“ под диригентството на Ангел Попконстантинов през октомври 1976 година и включено в албума „Български и руски църковни песнопения“. В края на записа отекват и камбаните на Патриаршеския храм.
Наред с химна на България, песнопението традиционно звучи още в първите минути след настъпването на всяка Нова година. Освен по време на новогодишни чествания изпълнението се слуша и при сватби, рождени дни и други поводи.
Текст (в изпълнение на Христов)
Благоденственное и мирное житие,

здравье же и спасенние,

и во всем благое поспешение!

Подажд, Господи,

благочестивому и православному болгарскому народу

и сохрани его на многая лета!

Хор: Многая лета! Многая лета! Многая лета!